# トゥガーリン・ズメエヴィチ
トゥガーリン・ズメエヴィチ（トゥガーリン・ズメーエヴィチ、トゥガーリン・ズメエーウィチとも。英: Tugarin Zmeyevich、露: Тугарин Змеевич）は、古くからロシアで口承で伝えられてきた物語、ブィリーナに登場する悪役の名前である。ズメエヴィチ (Zmeyevich) の名の通り「竜の子」または「蛇の子」という意味が含まれている。竜人として表現する場合もある。
その正体（モデル）はトゥゴルカンという実在のハーンだと考えられている。ソ連（ロシア）の歴史学者ボリス・ルイバコフによれば、このブィリーナには、ポローヴェツ族（クマン人）の族長（ハーン）、トゥゴルカンに対するウラジーミル2世モノマフの勝利が反映されているという。

## 『アリョーシャと怪物トゥガーリン』

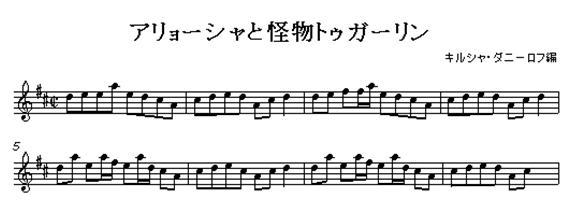
ブィリーナの節回し

トゥガーリン・ズメエヴィチは、「ブィリーナ」や民話では勇者アリョーシャ・ポポーヴィチに退治される。
故郷を出たアリョーシャ・ポポーヴィチは、ウラジーミル公のいるキエフに向かう途中、旅の巡礼に出会う。そして怪物のような姿の「大蛇の子トゥガーリン」の事を巡礼から聞き、成敗を思い立つ。アリョーシャが巡礼の姿でトゥガーリンの前に現れると、トゥガーリンは彼の正体に気付かず、アリョーシャを殺したいので居場所を知らないかと尋ねる。アリョーシャはトゥガーリンの頭を砕いて殺害し、素晴らしい色で染められた彼の着衣と駿馬とを奪い、再びキエフへ向かう。
別のヴァリアントでは、司祭の家に生まれすくすくと成長したアリョーシャ・ポポーヴィチ（ポポーウィチ）は、親の許しを得てキエフへ向かう。宮殿に着いたアリョーシャは、人間で乱暴者のトゥガーリン・ズメエヴィチが宮殿内で好き放題に振る舞いながらも、ウラジーミル公をはじめ誰一人彼に逆らえない様子を目の当たりにし、成敗を思い立つ。アリョーシャが勝負を申し込むと、トゥガーリン・ズメエヴィチは応じ、一騎討ちとなったが、アリョーシャがトゥガーリンの首を刎ねて勝利した。あるいは、決闘によって宮殿内が穢れるのを嫌ったアリョーシャは、トゥガーリン・ズメーエヴィチをいったん荒野に追いやる。翌日の戦いでは、翼のある馬に乗って空を飛び回るトゥガーリンに対し、アリョーシャは雲を呼び雨を吹きつけて彼を地上に落とした。そしてトゥガーリンの首を刎ねるとそれを高々と掲げつつ、ウラジーミル公の元へ戻った。
この話はロシアでは有名で『アリョーシャ・ポポーヴィチと蛇のトゥガーリン』というアニメにもなっている。

## 怪物としてのトゥガーリン・ズメエヴィチ伝説
怪物としてのトゥガーリン・ズメエヴィチは竜人として表現される。その姿は黒の鱗を纏い、紙の翼を持ち、空を飛び、火を噴く竜人だという。